# David Wessel
David Wessel (* 1942 in Belleville, Illinois; † 13. Oktober 2014) war ein US-amerikanischer Musikwissenschaftler, Komponist und Improvisationsmusiker.

## Leben und Wirken
Wessel, der sich in seiner Highschoolzeit für Jazz interessiert hatte, studierte mathematische Statistik an der University of Illinois, wo er um 1963 Lejaren Hiller hörte, der über die Anwendung der Informationstheorie in der Musikanalyse sprach. 1972 absolvierte er ein psychologisches Dissertationsstudium an der Stanford University; er promovierte über die Zusammenhänge zwischen der psychoakustischen Wahrnehmung und der Musiksynthese. Daneben nahm er hier Perkussionsunterricht bei John Chowning. 1969 nahm er am ersten Workshop für Computermusik der Stanford University teil.
Nach einer Tätigkeit an der Michigan State University ging er 1976 nach Paris an das IRCAM, wo er sich zunächst mit der Kontrolle über die Klangfarben beschäftigte. Hier gründete er 1979 die pädagogische Abteilung, in der sich der musikalische und der wissenschaftliche Zweig des IRCAM verbanden. 1985 gründete er die Abteilung für Computermusik, wo Miller Puckette das Programm Max entwickelte.
1988 wurde Wessel Professor für Musik und Leiter des Center for New Music and Audio Technologies an der University of California, Berkeley. Neben seiner wissenschaftlichen Arbeit trat Wessel auch mit Jazz- und Improvisationsmusikern wie Roscoe Mitchell, Thomas Buckner, Earl Howard, George Lewis, Steve Coleman, Ushio Torikai, Vinko Globokar, Frances-Marie Uitti, Jin Hi Kim, Shafqat Ali Khan und Laetitia Sonami auf. 1998 veröffentlichte er das Album Situations I for Computer and Voice; seine Komposition Situations I wurde auch von Buckner interpretiert. Zu seinen Schülern gehören Ronald Bruce Smith, Matthew Wright, Georg Hajdu, Anthony de Ritis, Michael Zbyszynski, Ali Momeni, Roberto Morales und Vijay Iyer.

## Diskographische Hinweise
- Timeless Pulse Live at CNMAT 2002 (mit Pauline Oliveros, George Marsh, Jennifer Wilsey)
- Roscoe Mitchell/David Wessel Contact (RogueArt, 2002–04)[4]